# 생물권

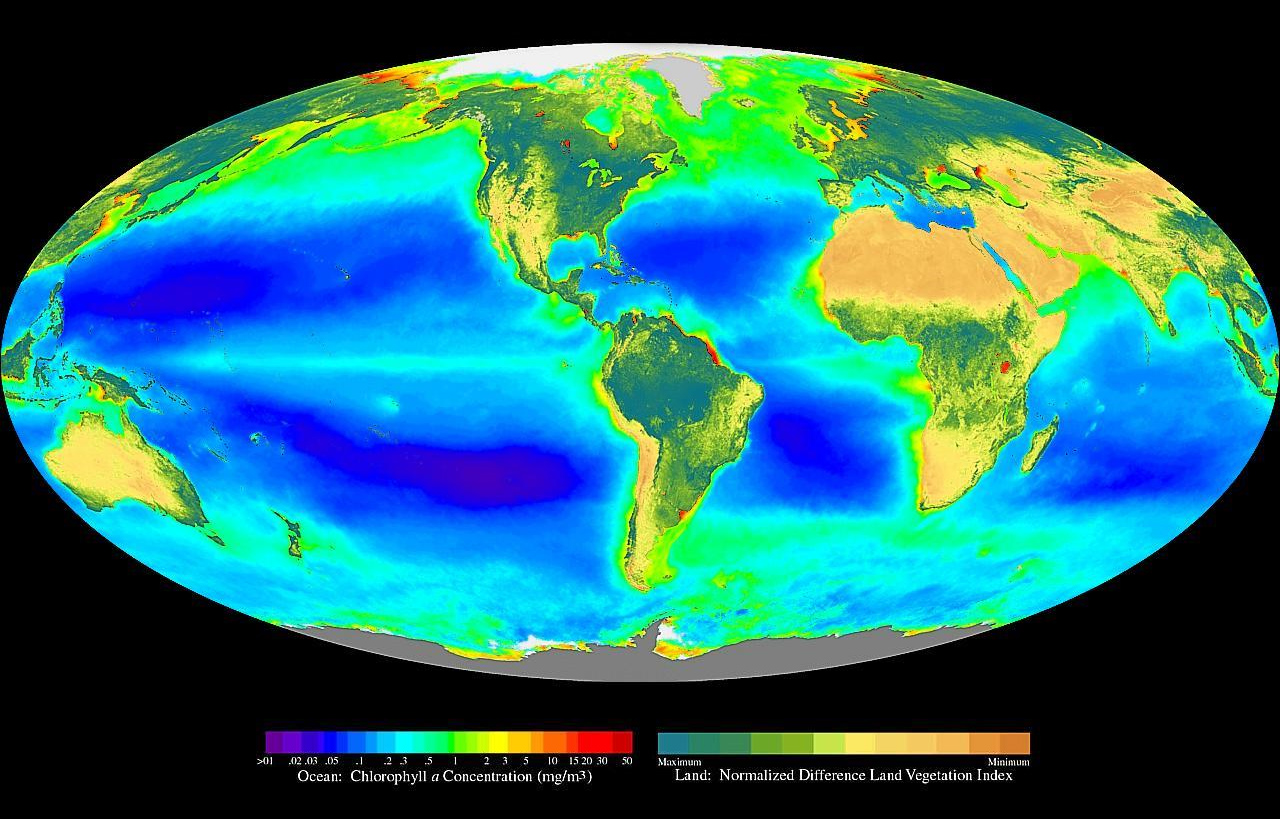
생물권

생물권(生物圈, biosphere, ecosphere)은 지구상의 모든 기권인 대류권부터, 수권, 암권의 표면을 포함한 생태계를 총괄하는 말이다. 다른 말로 지구상의 생명체 영역이라고 할 수 있다. 생물권은 물질에 관한 폐쇄적인 시스템으로, 최소한의 입력과 출력을 가지고 있다. 에너지와 관련해서는 광합성이 연간 130테라와트 정도의 비율로 태양에너지를 포획하는 개방형 시스템이다. 그러나 그것은 에너지 균형에 가까운 자율 조절 시스템이다. 가장 일반적인 이론인 가이아 이론에 따르면 생물권은 모든 생물과 그들의 관계를 통합한 지구 생태 체계로, 암석권, 빙하, 수권, 기권의 요소와의 상호작용을 포함한다. 생물권은 최소 35억년 전 생체이식(단순 유기화합물 등 무생물에서 자연적으로 생성된 생명)이나 생체생식(생물에서 생성된 생명) 과정을 시작으로 진화한 것으로 추정된다.
일반적으로 생물권은 생태계를 포함하는 폐쇄적이고 자율적인 시스템이다. 이 시스템은 바이오스피어 2와 BIOS-3 같은 인공 생물권과 다른 행성이나 달에 있을 가능성이 있는 생물권이 포함된다.

## 유래

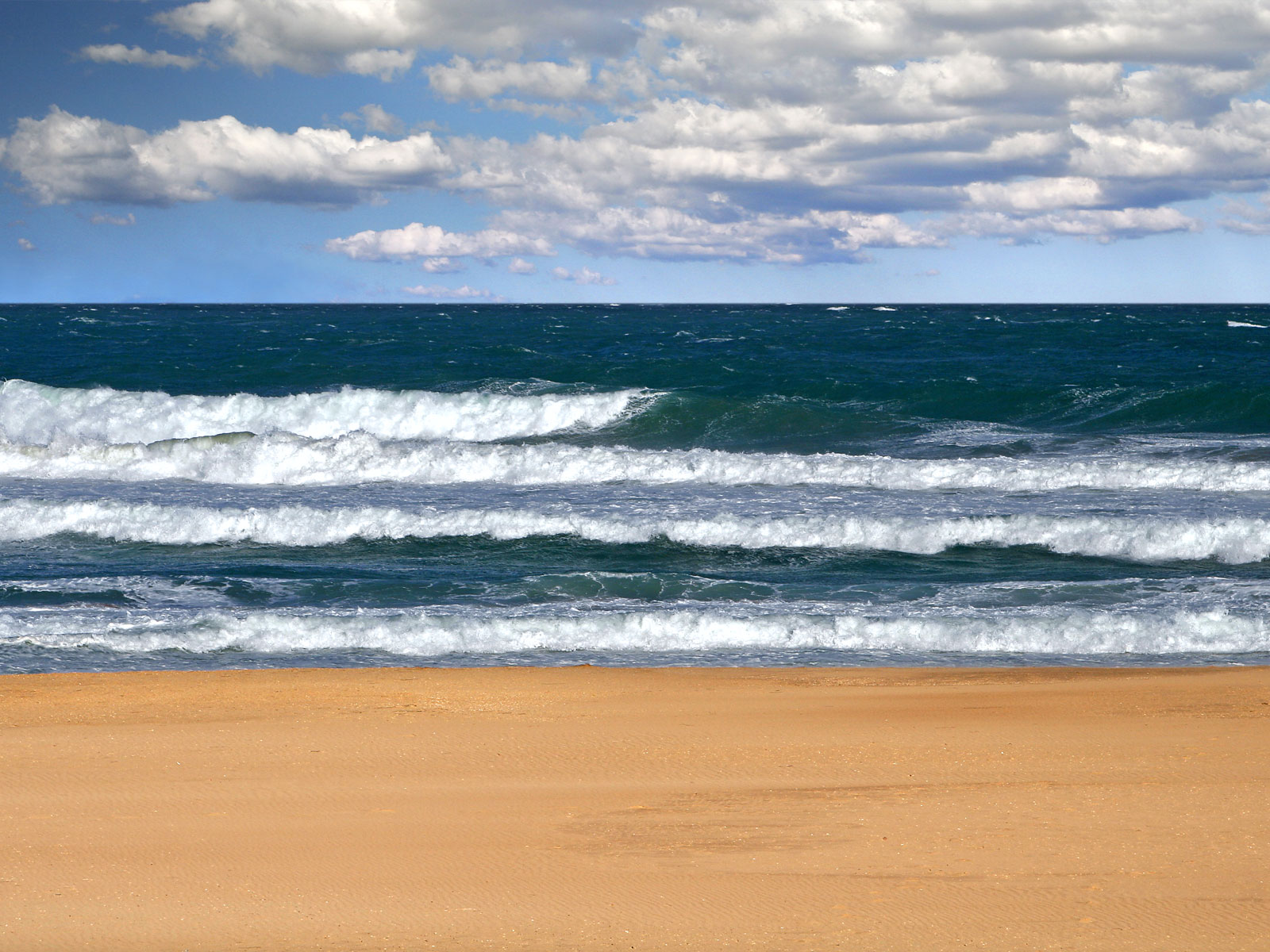
지구의 해변 풍경으로, 암석권(지상), 수권(해양), 기권(공기)을 동시에 보여준다.

생물권이라는 용어는 1875년 지질학자 에두아르트 수에스(Eduard Suess)가 지구 표면에 생명체가 살고 있는 곳으로 정의했다.
이 개념이 지질학적인 기원을 가지는 것은, 지구과학에서의 찰스 다윈과 Matthew Fontaine Maury의 영향을 받은 것이다. 생물권의 생태학적 맥락은 아서 탠슬리 경이 1935년에 "생태계"라는 용어를 도입하기 전인 1920년대로 거슬러 올라간다. 블라디미르 베르나츠키는 생태학을 생물권의 과학으로 정의했다. 이것은 천문학, 지구물리학, 기상학, 생물지리학, 진화학, 지질학, 지구화학, 수문학 그리고 일반적으로 모든 생명과 지구과학을 통합하기 위한 학제간 연구이다.

### 좁은 정의
지구화학자들은 생물권을 생물체의 총합으로 정의한다. 이 관점에서 생물권은 지구화학 모델의 4가지 구성 요소 중 하나이고 나머지 3가지는 지권, 수권, 기권이다. 이 4가지의 구성 요소가 하나의 시스템으로 결합되면, 이것을 생태권(Ecosphere (planetary))이라고 한다. 이 용어는 1960년대에 만들어졌으며, 생물학적, 물리적 구성 요소를 모두 포함한다.
제2차 국제폐쇄생물시스템회의는 생물권을 지구 생물권의 아날로그와 모델, 즉 인공 지구 생물권의 과학과 기술로 정의했다. 그 외에 인간 중심 생물권 또는 화성 토종 생물권과 같이 생물권학의 일부로서 인위적인 비지구 생물권의 창조를 포함할 수 있다.

## 지구의 생물권

### 연령

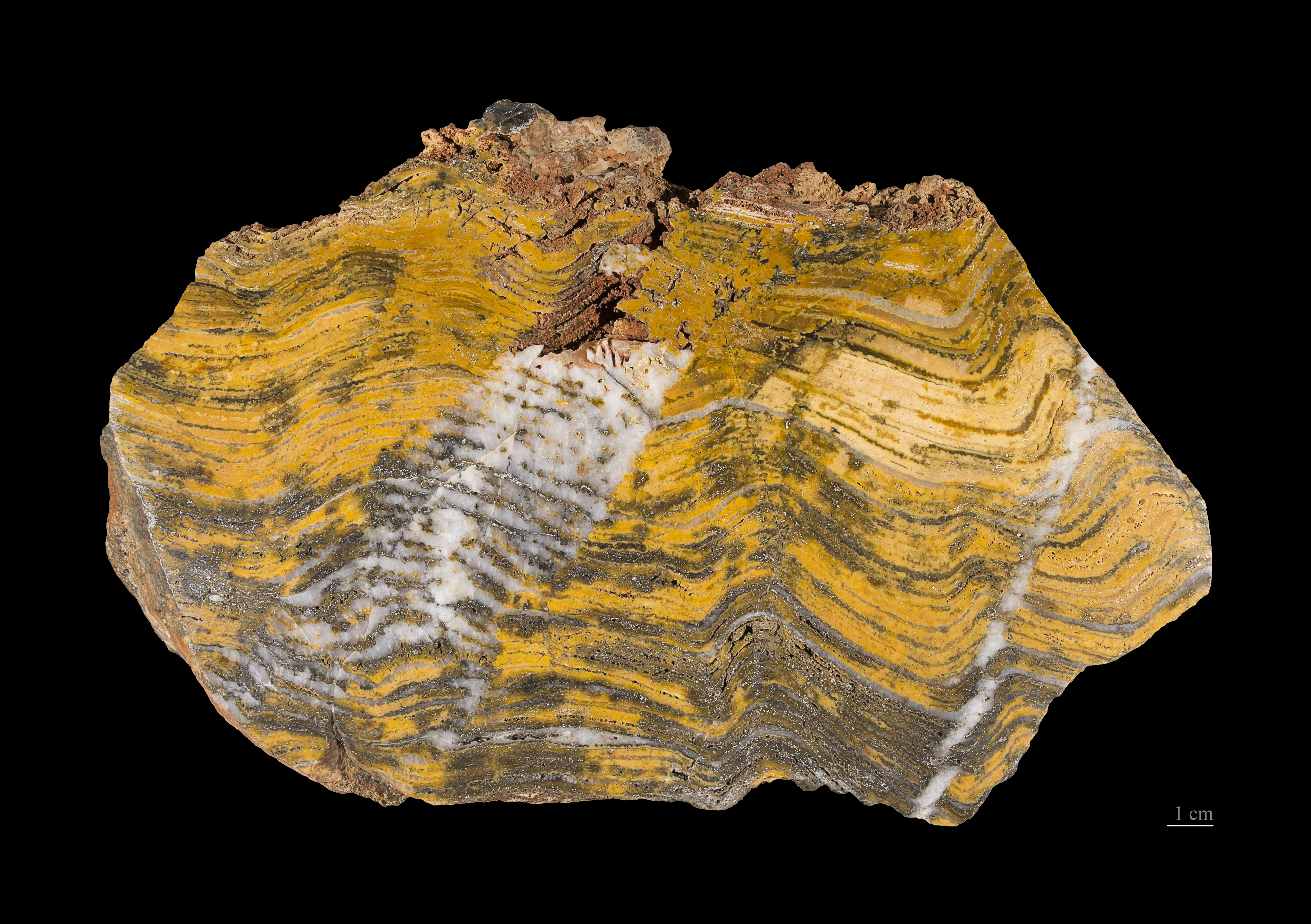
32~36억년 전(추정)에 만들어진 스트로마톨라이트 화석

지구상에 생명체가 존재한다는 가장 최초의 증거는 서부 그린란드의 37억년 된 변형 퇴적암에서 발견된 생물성 흑연과  서부 호주의 34억 8천만년 된 사암에서 발견된 미생물 매트 화석이다. 2015년에는 서부 호주에 있는 41억 년 된 암석들에서 "생물 생물들의 잔해"가 발견되었다. 2017년 캐나다 퀘벡주 누부아기투크 벨트에서 42억 8000만년 된 열수 분출구에서 화석 미생물이 발견돼 44억년 만에 지구상에서 가장 오래된 생명 기록인 '거의 순간적으로 생명체가 출현했다'는 주장이 제기됐다. 이에 대해 생물학자 스티븐 블레어 헤지스는, "만약 생명체가 지구에서 비교적 빨리 발생한다면 그것은 우주에서 흔한 일이 될 수 있다."라고 주장한다.

### 범위

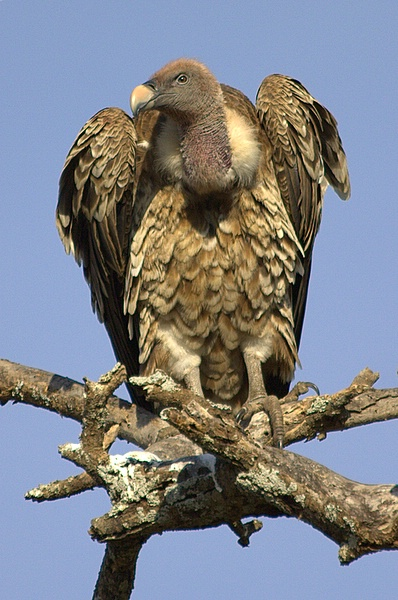
루펠독수리

극지방의 만년설에서 적도에 이르는 행성의 모든 부분에는 어떤 종류의 생명체가 살고 있다. 최근의 발전된 미생물학은 미생물이 지구 지표면 아래 깊숙이 살고 있으며, 소위 "거주자 없는 지역"의 미생물 총량이 지표면의 모든 생물을 초과할 수 있다는 것을 입증했다. 지구상의 생물권의 실제 두께는 측정하기 어렵다. 새들은 일반적으로 1,800m의 고도에서 날고 물고기는 심해 8,372m의 푸에르토리코 해구 수중에서 살 수 있다.
지구상에 생명체가 살고 있는 극단적인 예가 더 있다. 루펠독수리는 11,300m 고도에서 발견된 적이 있다. 줄기러기는 최소 8,300m의 고도에서 이동한다. 야크는 5,400m 높이에서 살 수 있다. 흰바위산양은 3,050m 높이에서 살 수 있다. 이 고도에 있는 초식 동물들은 이끼, 풀, 허브에 의존한다.
생명체들은 흙, 온천, 지하 19km의 바위 안쪽, 가장 깊은 심해, 그리고 대기권 64km를 포함한 지구 생물권의 모든 부분에 살고 있다. 미생물은 우주의 진공에서 살아남는 것이 관찰되었다. 토양 및 지표면 아래 세균성 탄소의 총량은 5 × 1017g으로 추정된다. 원핵생물 미생물(세균과 고생물을 포함하지만 핵생성 진핵생물 미생물은 포함하지 않음)의 질량은 약 0.8조 톤의 탄소 정도일 수 있다. 지구 해양에서 가장 깊은 곳인 마리아나 해구에서 수심 10,000m 이상에서 사는 해양 미생물이 발견되었다. 사실, 단세포 생명체들은 마리아나 해구의 가장 깊은 부분인 챌린저 해협의 수심 11,034m에서 발견되었다. 다른 연구원들은 미생물이 일본 해저 2,400m뿐만 아니라 미국 북서부 해안에서 2,590m 아래 해저 580m까지 암석 내부에서 번식한다고 보고했다. 배양 가능한 열친화성 미생물은 스웨덴에서 지구 지각에 5,000m 이상 구멍을 뚫은 중심부의 65~75°C 사이의 바위에서 추출되었다. 온도는 지각 깊이가 깊어질수록 높아진다. 온도가 상승하는 속도는 지각의 종류, 암석 종류, 지리적 위치 등 많은 요인에 따라 달라진다. 미생물 생물이 존재할 수 있는 가장 큰 온도는 122°C(252°F)이며, '깊은 생물권'의 생명 한계는 절대 깊이가 아닌 온도로 정의될 가능성이 높다.
2014년 8월 20일, 과학자들은 남극의 얼음 아래 800m 지점에 사는 미생물의 존재를 확인했다. 한 연구원은 어디에서나 미생물을 찾을 수 있고 미생물은 환경에 매우 잘 적응하며, 어디에 있든 살아남는다고 주장한다.
생물권은 여러 생물체로 나뉘며, 상당히 비슷한 동식물들이 살고 있다. 육지에서는 생물체가 주로 위도에 의해 분리된다. 북극권과 남극권 내에 있는 육상 생물체는 생물체가 상대적으로 척박한 반면, 개체 수가 더 많은 생물체는 대부분 적도 근처에 있다.

## 인공 생물권

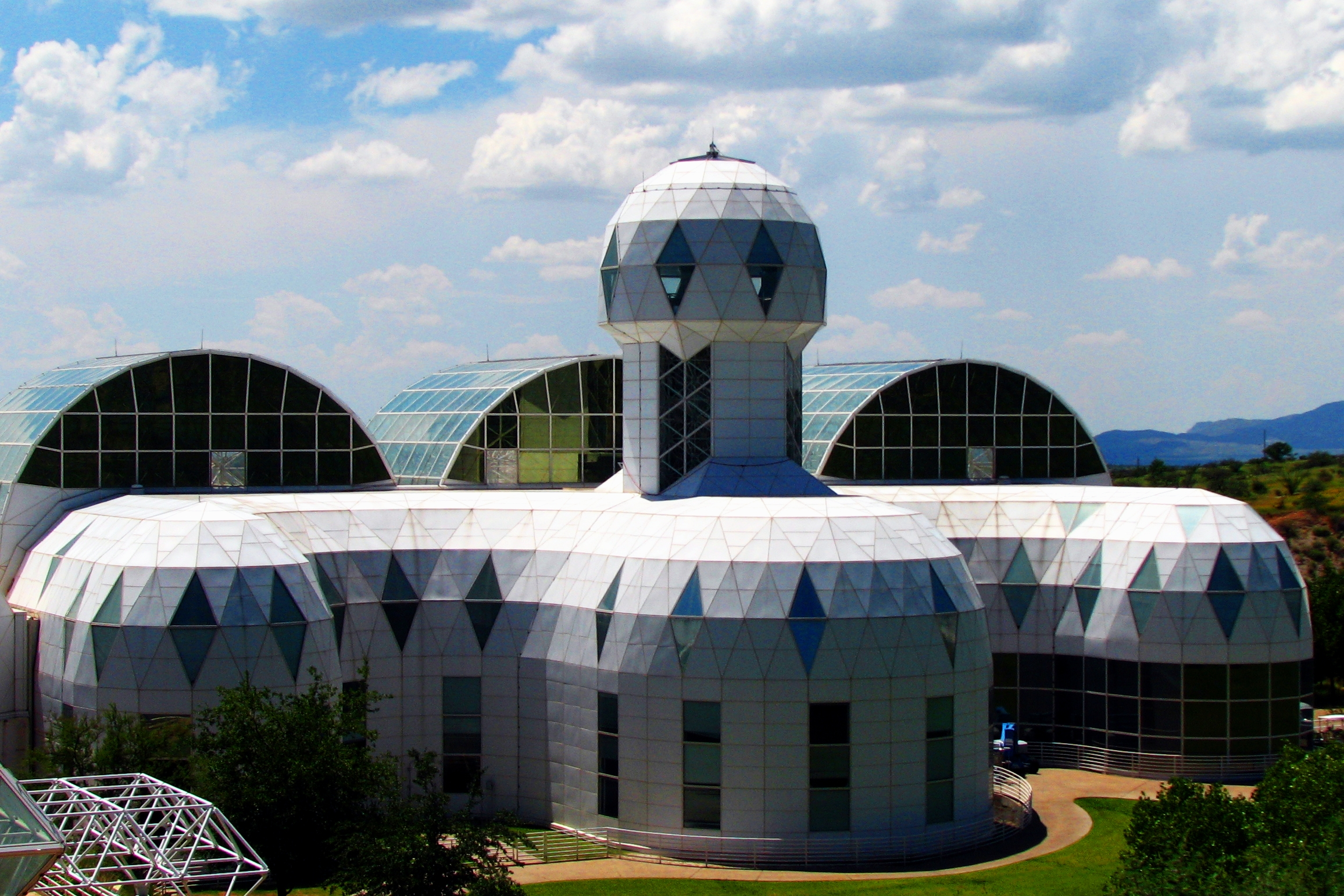
애리조나주에 있는 바이오스피어 2

인공 생물권은 생태계와 지구 밖의 생명체를 지원할 수 있는 가능성을 연구하기 위해 만들어졌다. 아래와 같은 지상 실험실이 포함된다.
- 미국 애리조나주에 있는 바이오스피어 2 (13,000 m2).
- 당시 소련에 있었던 시베리아 크라스노야르스크 생물물리학 연구소의 BIOS-1, BIOS-2, BIOS-3.[33]
- 일본에 있는 바이오스피어 J (CEEF, 폐쇄 생태 실험 시설)[34][35]
- 바르셀로나 자치대학의 미시생태적 생명유지 시스템 대안 (MELiSSA)

## 외계 생물권
지구 밖에서는 어떠한 생물권도 발견되지 않았다. 따라서, 외계 생물권의 존재는 가설로 남아 있다. 희귀한 지구 가설은 그들이 매우 희귀해야 한다고 주장하며, 미생물로만 구성된 것을 구해야 한다고 한다.
반면에, 많은 행성들을 볼 때, 적어도 우리 은하에서는 지구 유사체들이 꽤 많을 수 있다. TRAPPIST-1의 궤도를 도는 행성 중 세 개는 생물권을 포함할 수 있다. 생명의 기원에 대한 제한된 이해로 볼 때, 이 행성들 중 몇 퍼센트가 실제로 생물권을 발달시키는지 현재 알려져 있지 않다.
케플러 우주망원경 팀의 관측에 따르면 생물발생 확률이 1~1000보다 높을 경우 외계 생물권은 지구에서 100광년 이내에 있어야 한다는 계산이 나왔다.
미래에는 예를 들어 화성의 테라포밍으로 인공 생물권이 만들어질 수도 있다.

## 같이 보기
- 생명 유지 장치
- 정신권